# پاتسی گوتزو
پاتسی گوتزو (انگلیسی: Patsy Guzzo; ۱۴ اکتبر ۱۹۱۴ – ۱۶ ژانویهٔ ۱۹۹۳) بازیکن هاکی روی یخ اهل کانادا بود.
وی در مسابقات کشوری و بین‌المللی در مجموع برندهٔ ۱ مدال طلا شده‌است.